# Slovenska ljudska stranka (zgodovinska)
Slovenska ljudska stranka (kratica SLS) je bila slovenska politična stranka 19. in 20. stoletja.

## Od ustanovitve stranke do propada Avstro-Ogrske
Slovenska ljudska stranka je bila pod imenom Katoliška narodna stranka ustanovljena leta 1892 v Ljubljani za delovanje na ozemlju Kranjske. 27. novembra 1905 je glavni odbor stranke sprejel sklep o preimenovanju v Slovensko ljudsko stranko. Na začetku stoletja se je stranka pod vplivom Ivana Šušteršiča in Janeza E. Kreka prusmerila iz krščanskokonservativne v krščanskosocialno stranko. V ospredju njenega programa je bila socialna pomoč delavcem in kmetom. Šušteršič, Krek in njuni sodelavci so bili zaslužni za oblikovanje široke mreže zadrug in posojilnic, ki so jim nudile ugodne kredite in pomoč. Do leta 1907 so ustanovili že 433 zadrug.
Oktobra 1909 so kranjski SLS pridružili sorodne katoliške organizacije iz Spodnje Štajerske, Koroške, Goriške in Istre. S tem se je SLS preimenovala v Vseslovensko ljudsko stranko, ter postala vodilna in najmočnejša slovenska politična stranka. Na zadnjih državnozborskih volitvah v habsburški monarhiji je osvojila kar 87 % vseh slovenskih mandatov. Do prve svetovne vojne si je stranka prizadevala tudi za večjo avtonomijo Slovencev v okviru habsburške monarhije.

## V Jugoslaviji
Leta 1917 je SLS v dunajskem parlamentu odločilno vplivala na sprejetje "majniške deklaracije" s katero so poslanci zahtevali združitev vseh južnoslovanskih dežel monarhije pod habsburškim žezlom. Leta 1917 je vodstvo stranke prevzel Anton Korošec, ki je odločilno vplival na preusmeritev stranke iz proslovenske v projugoslovansko stranko. Še pred zaključkom pogajanj o usodi Slovencev v habsburški monarhiji je Korošec leta 1918 podprl odcepitev Slovencev in Hrvatov od habsburške monarhije in ustanovitev Države Slovencev, Hrvatov in Srbov. Leta 1920 se je stranka preimenovala nazaj v SLS. Zaradi programske spremembe, projugoslovanske usmeritve in vstopa v jugoslovansko vlado, pa tudi zaradi drugih konkurenčnih strank je SLS izgubila absolutno premoč. Iz predvojnih 87 % mandatov jih je na volitvah v konstituanto novembra 1920 osvojila samo 36 %. Zato je SLS spremenila usmeritev, izstopila iz jugoslovanske vlade in se začela zavzemati za večjo avtonomijo Slovencev v kraljevini SHS. Po večletnih neuspešnih prizadevanjih je SLS leta 1927 znova vstopila v jugoslovansko vlado in sklenila koalicijo s srbskimi radikalci, po srbskem atentatu na hrvaškega politika Stjepana Radića pa je leta 1928 Anton Korošec postal jugoslovanski premier, ker je bilo v zaostrenih političnih razmerah nemogoče, da bo ta položaj prevzel bodisi Srb bodisi Hrvat.
SLS je imela premiera le nekaj mesecev, ker je kralj Aleksander poskušal politično krizo v državi razrešiti z uvedbo osebne diktature. Z njo je januarja 1929 razpustil parlament in prepovedal vse politične stranke, vključno s SLS. Zaradi zahtev po obnovitvi demokracije, večji slovenski avtonomiji in federalni ureditvi kraljevine Jugoslavije so aretirali prvake SLS in jih konfinirali v Bosni. Po smrti kralja Aleksandra leta 1934 so se prvaki prepovedanih strank SLS, JMO in NRS dogovorili za skupni politični nastop z namenom prevzema državne oblasti. Ker je namreč ustava iz leta 1931 v imenu jugoslovanskega unitarizma dopuščala obstoj le vsedržavnih strank (takšnih, ki so lahko ob volitvah postavile kandidatne liste v vseh banovinah hkrati), so oblikovali novo skupno politično stranko JRZ. JRZ je bila za prepovedano SLS le sredstvo za ponovno možnost javnega političnega delovanja, podobno kot za prvake JMO in NRS. V okviru JRZ je namreč SLS spet prišla v beograjsko vlado in si ponovno pridobila oblast v Dravski banovini. SLS je tako v drugi polovici tridesetih let v Dravski banovini v resnici živela svoje avtonomno politično življenje kot t. i. slovenski del JRZ. Na skupščinskih volitvah leta 1938 je SLS v preobleki t. i. slovenskega dela JRZ dobila 78,6 % vseh oddanih slovenskih volilnih glasov.

## Druga svetovna vojna
Pred začetkom druge svetovne vojne je bila SLS z več kot 70 % podpore med slovenskimi volivci največja in najmočnejša politična stranka na Slovenskem. Leta 1940 je umrl Korošec, stranka je tako ostala brez pravega vodstva, saj ni bilo nobene karizmatične osebnosti, ki bi lahko učinkovito prevzela vodenje stranke. Novi predsednik SLS je sicer postal Fran Kulovec, ki pa je bil ubit med nemškim bombardiranjem Beograda 6. aprila 1941. Tako je SLS ob začetku vojne dobila dva voditelja in sicer Miho Kreka in Marka Natlačena. Z dogovorom v SLS so se odločili, da Krek s člani jugoslovanske vlade odide k zaveznikom v London, Natlačen, ki je bil tudi ban Dravske banovine, pa vodi stranko v času okupacije. Dne 6. aprila 1941, ob nemškem, italijanskem in madžarskem napadu na ozemlje Slovenije, tedanje Kraljevine Jugoslavije, so na pobudo SLS ustanovili  Narodni svet, katerega cilj je bil s čim manj žrtvami oblikovati slovensko avtonomno ozemlje pod nadzorom enega samega okupatorja. Slovenske parlamentarne stranke so za vodjo Narodnega sveta izbrale Natlačna, kot vodjo najmočnejše slovenske politične stranke. Oktobra 1942 je pripadnik VOSa izvedel atentat na Natlačna, ki ga je organizirala Komunistična partija Slovenije. S tem je SLS ostala v Sloveniji brez voditelja, nadomestili so ga različni drugi politiki, ki pa niso imeli enotne politike in je prišlo do večjih razhajanj v stranki. Med državljansko vojno v času druge svetovne vojne je SLS zaradi sodelovanja številnih njenih politikov z okupatorjem začela izgubljati podporo in nekdanji politični vpliv. Krek kljub pozivom iz Londona po prekinitvi sodelovanja z okupatorjem ni uspel več nadzorovati SLS. 

## Po drugi svetovni vojni
Po drugi svetovni vojni je oblast prevzela Komunistična partija Slovenije, ki je vsem političnim strankam, vključno s SLS prepovedala delovanje. Vodilni politiki stranke so emigrirali v ZDA in Argentino. Krek je odšel v Washington in ostal predsednik SLS. Stranka, ki ni delovala v Sloveniji, se je leta  1952 vključila v Zvezo krščanskodemokratskih strank iz Srednje Evrope. Leta 1954 je SLS sprejela nov program, v katerem se je Miha Krek zavzel za samostojno Slovenijo. Po Krekovi smrti leta 1969 je bil za predsednika SLS izbran Miloš Stare, ki je deloval v Argentini. Po Staretovi smrti je leta 1984 krmilo stranke prevzel Marko Kremžar, ki jo je vodil do razpusta ob demokratizaciji in osamosvojitvi Slovenije.
Obnovitev zgodovinske SLS na Slovenskem beležimo leta 1992, ko se je stranka združila s slovenskimi krščanskimi demokrati (SKD), katerih predsednik je bil Lojze Peterle. Kremžar je postal podpredsednik stranke SKD. Slednji so se leta 2000 na združitvenem kongresu povezali s Slovensko ljudsko stranko pod vodstvom Marjana Podobnika, ki je s tem postala pravna naslednica zgodovinske SLS.